# Sutton Valence Castle

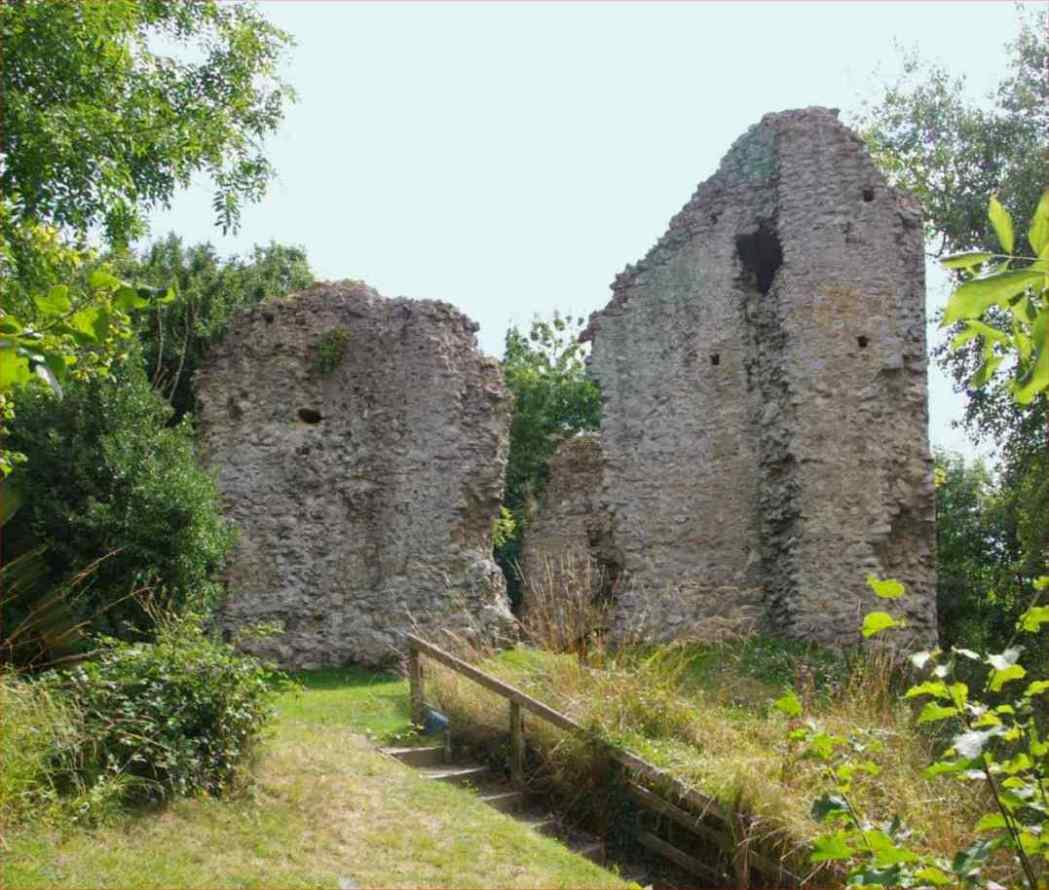
Die Ruine des Donjons auf Sutton Valence Castle

Sutton Valence Castle ist eine mittelalterliche Burgruine im Dorf Sutton Valence in der englischen Grafschaft Kent. Die Burg wurde in der zweiten Hälfte des 12. Jahrhunderts errichtet, vermutlich für Baudouin de Béthune, den Graf von Aumale. Von ihr aus konnte man eine strategisch wichtige Route zur Küste kontrollieren. Sutton Valence Castle bestand vermutlich aus einer Kernburg, einer Vorburg und einer Barbakane zum Schutz. Der dreistöckige Donjon stand auf der Südseite. Die Burg ging durch die Hände der Familien Marshal und De Montfort und wurde dann 1265 von König Heinrich III. an seinen Halbbruder William de Valence verlehnt, nach dem die Burg ihren Namen erhielt. Anfang des 14. Jahrhunderts wurde sie aufgegeben und verfiel. Heute wird die Burgruine von English Heritage verwaltet und die Überreste des Donjons sind öffentlich zugänglich.

## Geschichte

### 12.–15. Jahrhundert
Sutton Valence Castle wurde vermutlich in der zweiten Hälfte des 12. Jahrhunderts für die Grafen von Aumale errichtet, wahrscheinlich für Baudouin de Béthune, möglicherweise aber auch für William le Gros, Baudouins Schwiegervater. Die Burg wurde an einer erhöhten Stelle über der strategischen Route zwischen den Städten Maidstone, Rye und Old Winchelsea gebaut. Der Ort hieß ursprünglich Town Sutton. Der steinerne Donjon der Burg entstand um 1200.
1203 überschrieb Baudouin de Béthune die Burg seiner Tochter Alicia anlässlich ihrer Heirat mit William Marshal, dem späteren Earl of Pembroke. William Marshal heiratete später nochmals, wodurch das Anwesen an seine zweite Gattin, Eleanor, fiel. Nach Williams Tod heiratete Eleanor Simon de Montfort. Simon de Montfort führte während des zweiten Krieges der Barone eine Rebellion gegen König Heinrich III. an, fiel aber 1265 in der Schlacht von Evesham, wonach Eleanor die Burg abgenommen wurde.
Der König vergab Sutton Valence an William de Valence, seinen Halbbruder, der ihn in diesem Konflikt unterstützt hatte. Unter ihrem neuen Besitzer erhielt die Burg ihren heutigen Namen. Aymer de Valence, sein Sohn, erbte die Burg 1307. Die Valences reisten in ihren verschiedenen Ländereien herum, lenkten dann aber ihr Augenmerk zunehmend auf eine Handvoll ihrer vielen großen Häuser; sie weilten zu etlichen Gelegenheiten auf Sutton Valence Castle.
Nach Aymer de Valences Tod 1324 fiel die Burg durch Heirat an Lawrence Hastings und blieb bis 1390 in dessen Familie. Dann erwarb sie Reginald Grey, 3. Baron Grey de Ruthin. Seitdem gibt es nur noch wenige historische Aufzeichnungen über die Burg, aber sie scheint Anfang des 14. Jahrhunderts aufgegeben worden und zu einer Ruine geworden zu sein.

### 16.–21. Jahrhundert
Ende des 18. Jahrhunderts beschrieb der Geschichtswissenschaftler Edward Hasted Sutton Valence Castle als „jetzt fast gänzlich mit Efeu überwachsen und die Äste der Bäume kommen aus den Mauern heraus.“ Mitte der 1950er-Jahre wurden mit Hilfe des Maidstone Museum und der örtlichen Sutton Valence School Ausgrabungen durchgeführt, die sich auf den Donjon konzentrierten. 1976 ging die Burgruine in die Hände des Staates über. Heute gehört sie English Heritage, das in den 1980er-Jahren Erhaltungsarbeiten an den Ruinen durchführen ließ. Die Burgruine ist als historisches Bauwerk II. Grades gelistet und gilt als Scheduled Monument.

## Architektur

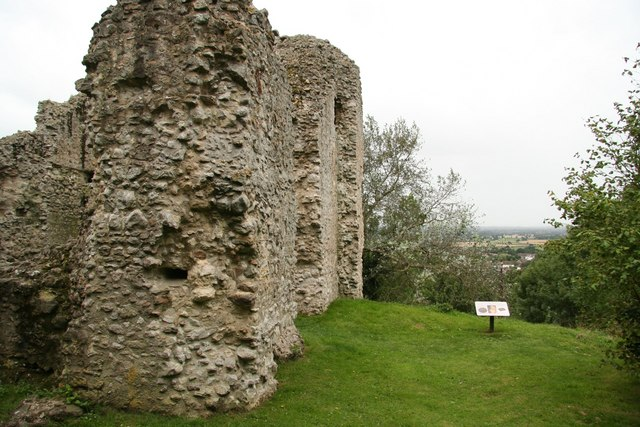
Die Überreste des Donjons aus Ragstone und Feuersteinbruch

Sutton Valence Castle wurde auf einer Landspitze der Chart Hills neben dem Dorf Sutton Valence erbaut und bestand vermutlich aus einer Kernburg und einer Vorburg sowie einer Barbakane zum Schutz. Besucher traten durch die Barbakane im Osten ein und kamen in die Vorburg; diese Teile der Burg sind heute nur noch als Erdwerke erhalten. Ein trockener Graben schützte die Kernburg, die eine Fläche von etwa 300 Metern × 34 Metern bedeckte und im Südteil des Geländes lag. Diese Kernburg bestand vermutlich aus einem Rittersaal, einer Kapelle und Küchen, aber nur der Donjon blieb bis heute erhalten. Der Donjon hat eine Grundfläche von 11 Metern × 11 Metern, seine Mauern sind 2,4 Meter dick und er bestand aus Ragstone und Feuersteinbruch. Die Ruine ist heute noch 7 Meter hoch. Ursprünglich ragte er bis zu einer Höhe von 20 Metern auf und hatte mindestens drei Stockwerke. Er war über eine Außentreppe zu betreten, die zu einem Eingang im ersten Obergeschoss führte. Das Gebäude hatte einen Eckturm, in dem eine Wendeltreppe die einzelnen Geschosse verband, und klammernde Strebewerke an den Ecken.